# Dvoručno bacanje koplja na Olimpijskim igrama
Osvajači olimpijskih medalja u atletskoj disciplini dvoručno bacanje koplja, koja se našla u programu Igara samo jedanput i to samo u muškoj konkurenciji, prikazani su u sljedećoj tablici:
| Olimpijske igre | Zlato               | Zlato    | Srebro                 | Srebro   | Bronca              | Bronca   |
| Stockholm 1912. | Juho Saaristo (FIN) | 109,42 m | Väinö Siikaniemi (FIN) | 101,13 m | Urho Peltonen (FIN) | 100,24 m |